# Fraxinus mandshurica
Fraxinus mandschurica Rupr. es una especie de árbol de la familia Oleaceae.

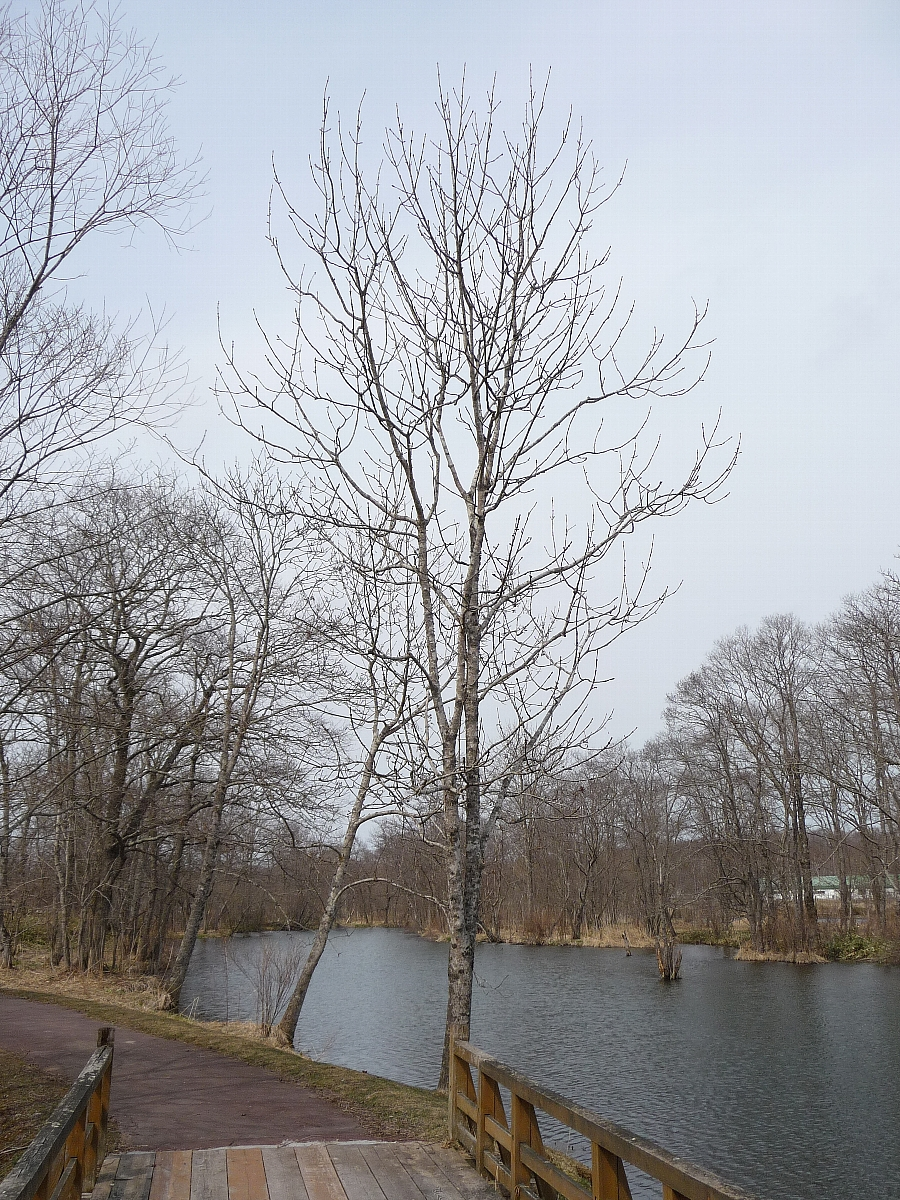
Vista del árbol.

## Hábitat
Son nativos de Asia, en el norte de China, Corea, Japón y el sudeste de Rusia.

## Descripción
Se trata de un árbol mediano a grande, caducifolio que alcanza los 30 m de altura, con un tronco de hasta 5 dm de diámetro. Las hojas tienen 25-40 cm de largo, pinnadas compuestas, con 7-13 alas, cada una de 5-20 cm de longitud y 2-5 cm de ancho, subsésil sobre la hoja de raquis, y con el margen serrado; tornándose de color amarillo dorado, a principios de otoño. Las flores se producen a comienzos de primavera, antes de las nuevas hojas,se producen compactas en panículas,  y son polinizadas por el viento. El fruto es una sámara con  una sola semilla de 1-2 cm de largo con un ala alargada apical  de 2,5-4 cm de largo y 5-7 mm de amplio.
Está estrechamente relacionado con Fraxinus nigra del este de América del Norte, y ha sido tratada como una subespecie o variedad  por algunos autores, como F. nigra subsp. mandschurica (Rupr.) S.S.Sun, o  o F. nigra var. mandschurica (Rupr.) Wesm.

## Cultivo
Es tolerante de muchas condiciones del suelo incluido el suelo húmedo de los pantanos y los valles de los ríos, y no es particular en cuanto al pH del suelo, excepto para mostrarse pobre en el crecimiento con alto pH. Se requiere pleno sol para un óptimo crecimiento, y debe recibir por lo menos 500 mm de precipitación cada año. Se requiere un clima continental con bien definidas estaciones con inviernos fríos, veranos calurosos, y la libertad de las heladas tardías de primavera.
Las semillas sirven de alimento a una gran variedad de aves.

## Usos
Este árbol es cultivado en ocasiones como un árbol ornamental en algunas partes de Canadá y los Estados Unidos. Es muy tolerante de la contaminación urbana e incluso crecen bien en entornos del centro de la ciudad.  El árbol también hace un excelente paisaje de árboles en zonas húmedas, especialmente a lo largo de caminos y zanjas, donde una buena cantidad de agua puede estar disponible. 
Ha demostrado ser muy intolerante del clima oceánico en condiciones de cultivo, nacen las hojas demasiado pronto y, a continuación, son dañadas por las heladas tardías de primavera.
La especie está siendo probado como una fuente potencial de genes de resistencia a barrenador esmeralda del fresno Agrilus planipennis, un insecto asiático que se produce junto a Manchuria Ceniza en la naturaleza, y que se ha convertido en una plaga de especies invasoras en América del Norte. 

## Taxonomía
Fraxinus mandshurica fue descrita por Franz Josef Ruprecht y publicado en Bulletin de la Classe Physico-Mathématique de l'Académie Impériale des Sciences de Saint-Pétersbourg 15: 371. 1857.
Etimología
Ver: Fraxinus
mandshurica: epíteto geográfico que alude a su localización en Manchuria.
Sinonimia
- Fraxinus excelsa Thunb.
- Fraxinus excelsissima Koidz.
- Fraxinus mammifera Steud.
- Fraxinus mandshurica subsp. brevipedicellata S.Z.Qu & T.C.Cui
- Fraxinus mandshurica var. japonica Maxim.
- Fraxinus nigra var. mandshurica (Rupr.) Lingelsh.
- Fraxinus nigra subsp. mandshurica (Rupr.) S.S.Sun[6][7]